# Paul-Louis Ladame

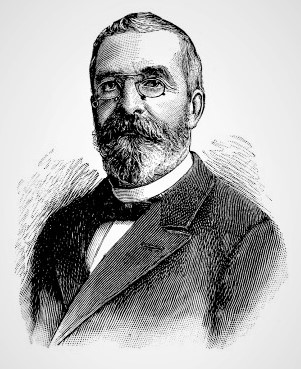
Paul-Louis Ladame

Paul-Louis Ladame (* 15. Juni 1842 in Neuenburg; † 21. Oktober 1919 in Genf) war ein Schweizer Neurologe, Philanthrop und Pionier der Sozialmedizin.
1865 promovierte Ladame an der Universität Bern mit einer auch als Buch publizierten Arbeit über die Symptomatologie und Diagnostik von Hirntumoren.
Ladame war zwischen 1884 und 1908 zunächst Privatdozent für Neurologie (mit Interesse u. a. an der Elektrotherapie), Psychiatrie und kriminelle Anthropologie an der Universität Genf, dann dort erster Lehrstuhlinhaber für Psychiatrie.
Ladame war Mitbegründer der Neuenburger Société médicale und 1874 deren Präsident, Mitglied der Genfer Société médicale und 1892 deren Präsident, sowie Mitbegründer der Société genevoise de patronage des aliénés. Von 1916 bis 1919 war Ladame Präsident der Schweizerischen Neurologischen Gesellschaft.